# Agly
Agly (catalansk: Aglí, occitansk: Aglin) er en flod i Roussillon i det sydlige Frankrig med en længde på 81,7 kilometer, som løber ud i Middelhavet. 

## Geografi
Agly har sit udspring ved Col de Linas nordøst for Pech de Bugarach i landskabet Corbières. Udspringet ligger i departementet Aude, men størstedelen af dens løb går gennem Pyrénées-Orientales. Fra sit udspring løber den syd og sydøst gennem Gorges de Galamus og ned til Cassagnes, hvor den er opdæmmet og danner søen Lac de Caramany. Herfra løber den overvejende mod nordøst og øst til udmundingen i Middelhavet.
Agly løber gennem følgende byer:
- Saint-Paul-de-Fenouillet
- Latour-de-France
- Estagel
- Cases-de-Pène
- Espira-de-l'Agly
- Rivesaltes
- Saint-Laurent-de-la-Salanque
- Torreilles

De vigtigste bifloder er:
- Boulzane
- Désix
- Maury
- Verdouble
- Roboul

Vandmængden i Agly varierer meget. Der er mest vand om vinteren og foråret, mens den om sommeren kan udtørre helt.
Dæmningen ved Caramany blev taget i brug i november 1994. Den er 55 m høj og 260 m lang. Den samlede kapacitet er 30 millioner m3. Den benyttes som vandreservoir og som beskyttelse mod oversvømmelse ved kraftige regnfald. Den fyldes typisk fra april til juni, tømmes fra juli til september og er næsten tom resten af året.